# アルギン酸
アルギン酸（アルギンさん）は、褐藻などに含まれる多糖類で、食物繊維の一種である。ほかに、紅藻のサンゴモなどにも含まれる。また、一部の細菌（アゾトバクターなど）が部分的に酢酸エステル化されたアルギン酸を生成するが、これによる工業的生産はまだ成功していない。
純粋のアルギン酸は、白ないし淡黄色で、繊維状、顆粒状または粉末状の形態をとる。水に不溶性であるが、アルギン酸ナトリウムなどの可溶性塩（アルギンと総称される）として抽出され、食品添加物その他の目的で利用される。

## 起源
商業的に利用されるアルギン酸類は、全て海藻（褐藻類）からの抽出によって製造されている。褐藻類は世界中で3,000種類以上あると言われ、その中でアルギン酸の原料としてはコンブやオオウキモ（ジャイアントケルプ）のような大型の種類が利用される。アルギン酸工業では主に天然の海藻を収穫して利用するが、中国では養殖したコンブを原料にアルギン酸を製造している。
世界のアルギン酸工業で利用される、主な原料海藻には次のようなものがある。
- Lessonia - 主に南米に産する大型海藻。
- Macrocystis - 和名オオウキモ、通称ジャイアントケルプ。北東太平洋および南太平洋などに広く分布する。全長数十mに達する極めて大型の海藻。
- Laminaria - 日本の食卓でおなじみのコンブ。中国山東省沿岸で大規模に養殖されており、年間の水揚げ量は数十万トンに及ぶ。そのおよそ半分がアルギン酸の原料に消費されるという。日本産のコンブは高価なため、アルギン酸工業の原料には利用されない。北欧沿岸にも数種の Laminaria があり、欧州のアルギン酸メーカーが原料に利用している。
- Ascophyllum - 北欧沿岸に広く分布する。アルギン酸原料のほか、肥料などにも利用されている。
- Durvillea - オーストラリア南岸や南米沿岸に産する。
- Ecklonia - 南アフリカ南岸に産する大型海藻。Sea Bamboo とも呼ばれる。

## 製法
抽出
原料海藻をよく洗浄した後、アルカリを加えて加熱し、藻体中のアルギン酸を可溶化する。海藻に含まれているアルギン酸は、海水中のミネラルと塩をつくり、不溶性のゼリー状態で細胞壁間に充填されている。海藻にナトリウム塩を加えることで、アルギン酸の不溶性塩が水溶性のアルギン酸ナトリウムに置換され、藻体外に溶出する。
ろ過
アルギン酸が十分に溶け出したら、ろ過して不溶性成分を除き、アルギン酸ナトリウムの溶液を得る。可溶化したアルギン酸の粘性により、抽出液は高い粘性を帯びる。これをろ過するためには大量の水を加えて希釈し、粘性を下げる必要がある。
析出
アルギン酸ナトリウムの水溶液に酸を加えて pH を下げ、再び不溶性のアルギン酸として析出させる。酸の代わりにカルシウム塩を用いると、これも不溶性のアルギン酸カルシウムとして析出させることもできる。
乾燥
析出したアルギン酸を脱水した後よく洗浄し、乾燥させてアルギン酸を得る。このアルギン酸をアルカリで中和すれば、アルギン酸塩となる。中和に用いるアルカリにナトリウムを使えばアルギン酸ナトリウムに、カリウムを使えばアルギン酸カリウムとなる。

## 構造
ß-D-マンヌロン酸 (M) とそのC-5エピマーであるα-L-グルロン酸 (G) の2種のブロック（いずれもカルボキシル基をもつ単糖）が (1-4)-結合した直線状のポリマーである。各ブロックの量比は起源により異なる。MとGが交互につながったブロックが最も柔軟性があり、中性に近い pH で溶けやすい。Gからなるブロックは固く、6残基以上からなるGブロックは2価カチオン（Ca2+など）と安定な複合体をつくって3次元ゲルを形成する。またアルギン酸は低い pH で酸性の繊維状ゲルを形成する。これらのゲルの中で、分子間の結合をつくるのは主にホモポリマーブロック（MまたはGの繰り返し構造）であり、ゲル強度を決めるのはGブロックの含有比率である。

## 種類
市場に流通しているアルギン酸類には、次のようなものがある。
アルギン酸
水に不溶。アルカリで中和すると溶ける。
アルギン酸ナトリウム
水に良く溶けて、粘性の液となる。一般に「アルギン酸」と呼ばれるものの多くはこのアルギン酸ナトリウムである。
アルギン酸カリウム
アルギン酸ナトリウムによく似た性質を持つ。歯科印象剤の原料として利用されることが多い。
アルギン酸アンモニウム
アルギン酸ナトリウムによく似た性質を持つ。他のアルギン酸塩と違い、灰分にならないことから、セラミックなどのバインダーに利用される。
アルギン酸カルシウム
水に不溶。一部のアルカリを使うことで溶ける。溶接棒を加工する際のバインダー、固定化酵素、怪我した際に使用される創傷被覆材に利用される。
また、水に不溶な性質を活かし、食物繊維素材として利用される。アルギン酸カルシウムの摂取によりコレステロールやトリグリセリド、あるいはナトリウムの体外排泄効果が報告されており、食後血糖値の上昇を緩和する働きもある。
アルギン酸エステル（アルギン酸プロピレングリコールエステル）
アルギン酸に酸化プロピレンを加え、構造中のカルボキシル基にプロピレングリコールをエステル結合した誘導体。食品衛生法では「アルギン酸プロピレングリコールエステル」が正式名称。

## 利用

### 食品分野
食品分野では増粘剤、安定剤、ゲル化剤として利用される。食品衛生法上、アルギン酸は既存添加物とされ、アルギン酸プロピレングリコールエステルとアルギン酸ナトリウムが指定添加物に分類されている。国際的整合性に鑑み、2006年12月26日にアルギン酸カリウム、アルギン酸カルシウム、アルギン酸アンモニウムの3種類が食品添加物に指定された。
応用例
- 増粘剤として - 即席麺やパンなどの生地に加えることで、食感を改良し、保形性を高める。
- 安定剤として - サラダドレッシングの乳化安定、乳酸菌飲料の分散安定、ビールの泡沫安定など。
- ゲル化剤として - ベーカリーフィリングの耐熱性付与、オニオンリング等の再成形食品のバインダー、人工イクラ、人工フカヒレ等の成形など。
- 食物繊維素材として - 食物繊維飲料など。コレステロールの体外排泄作用を用いた特定保健用食品としても商品化されている。

### 医療分野
医療分野では、アルギン酸塩類が歯科材料（歯科印象材）として、アルギン酸の繊維状ゲルが手術糸に、またアルギン酸塩は創傷被覆材（カルトスタットやソーブサンなど）に用いられる。アルギン酸ナトリウム粉末（アルト）は皮膚での出血や消化管での内視鏡止血に、5%アルギン酸ナトリウム水溶液（アルロイドG）は胃炎・胃潰瘍・消化管出血に用いられる。

### 工業分野
工業分野では、アルギン酸塩類が繊維、製紙、鉄鋼、水産、農業などに広く使われている。
- 繊維工業 - 綿、麻など天然繊維を染色（プリント）する際、染料に粘性を与える糊料として。
- 製紙業 - 辞書などの特殊紙の表面処理、ノンカーボン複写紙のインクコート剤など。
- 鉄鋼業 - 被覆溶接棒の加工の際、フラックスのバインダーとして。
- 水産業 - 養殖魚に与える餌料（モイストペレット）のバインダーとして。
- 農業 - 栽培用培土を固化させ、機械耐性を付与するバインダーとして。

アルギン酸カルシウムは細胞や酵素などの固定化・カプセル化にも使われ、発酵・化学産業で用いられる。

## 放射性ストロンチウムの体外排泄
アルギン酸を形成するウロン酸は、1ユニットに1つカルボキシル基を備えている。カルボキシル基はイオン交換能が高く、周辺のカチオンと容易に結びつき、塩を作る性質がある。また、多価カチオンの場合は複数のカルボキシル基が架橋構造をとり、錯体を形成する。アルギン酸はカルシウム (Ca) との親和性が高いことが知られているが、カルシウムと似た挙動をとるストロンチウム (Sr) とも同様に錯体をつくり、不溶性の塩となる。この性質を利用して、消化管内に取り込まれた放射性Srの体外排泄に関する研究が数多く行われ、ヒトでの実験においても、顕著な効果が認められている。
Hespらは、アルギン酸ナトリウム10gを飲用し、20分後に85Srを飲むと、体内残留率が1/8になることを報告している。また、西村らは、ラットを用いた動物実験において、アルギン酸をあらかじめ10日間投与して予備飼育した後に85Srを投与すると、85Srの体内残留率が顕著に減少することを見出した。さらに、アルギン酸の予備投与期間が長いほど85Srの体内残留率が低くなることから、アルギン酸を日常的に摂取しておくことで、放射性ストロンチウムの体内取り込みを低減させる、防護剤としての役割を果たせることを示唆している。